# Peterborough (Wiktoria)
Peterborough – miasto w Australii, w stanie Wiktoria.